# Sowchosnoje (Kaliningrad, Prawdinsk)
Sowchosnoje (russisch Совхозное, deutsch Christinenfeld bzw. Neuhof) ist der Name eines Ortes in der russischen Oblast Kaliningrad, der zwei ehemals getrennte Ortschaften vereint. Er liegt im Rajon Prawdinsk und gehört zur Gorodskoje posselenije Schelesnodoroschnoje (Stadtgemeinde Schelesnodoroschny).

## Geographische Lage
Sowchosnoje liegt an einer Nebenstraße (Neuhof) bzw. einen Kilometer nordöstlich (Christinenfeld), die Lipnjaki mit Nowo-Bijskoje und Perewalowo, an der russischen Fernstraße R 508, verbindet. Bis zur früheren Kreisstadt Schelesnodoroschny sind es neun Kilometer. Eine Bahnanbindung besteht nicht.

## Geschichte
Die beiden Ortschaften mit den früheren Namen Christinenfeld und Neuhof waren bis 1945 Ortsteile der Gemeinde Friedrichswalde (russisch: Nowo-Bijskoje) und in ihrer Geschichte naturgemäß mit dieser eng verbunden. So wurden sie 1874 in den neu errichteten Amtsbezirk Schloß Gerdauen integriert und kamen 1930 zunächst zum Amtsbezirk Adamswalde, dann aber noch im gleichen Jahr zum Amtsbezirk Trausen. Konstant dagegen blieb bis 1945 die Lage im Landkreis Gerdauen im Regierungsbezirk Königsberg der preußischen Provinz Ostpreußen. Christinenfeld wie auch Neuhof gehörten ehedem mit Adamswalde, Althof, Döhrings (Derschawino) und Trausen zum Gut Kinderhof bei Gerdauen.
In der Folge des Zweiten Weltkrieges kamen Christinenfeld und Neuhof mit dem nördlichen Ostpreußen zur Sowjetunion. 1947 erhielten die Orte den gemeinsamen Namen Sowchosnoje und waren bis 2009 innerhalb der Oblast Kaliningrad in den Wischnjowski sowjet (Dorfsowjet Wischnjowoje) eingegliedert. Eine Struktur- und Verwaltungsreform „überstellte“ den Ort Sowchosnoje dann in die Gorodskoje posselenije Schelesnodoroschnoje (Stadtgemeinde Schelesnodoroschny) im Rajon Prawdinsk.

## Kirche
In Christinenfeld und Neuhof war die Bevölkerung vor 1945 überwiegend evangelischer Konfession. Die Orte waren in das Kirchspiel Gerdauen  im gleichnamigen Kirchenkreis innerhalb der Kirchenprovinz Ostpreußen der Kirche der Altpreußischen Union eingepfarrt.
Heute liegt Sowchosnoje im Einzugsbereich der in den 1990er Jahren neu gebildeten evangelischen Gemeinde in Druschba. Sie ist eine Filialgemeinde der Auferstehungskirche in Kaliningrad innerhalb der ebenfalls neu errichteten Propstei Kaliningrad der Evangelisch-Lutherischen Kirche Europäisches Russland (ELKER).